# Karl Ferdinand Ignatius
Karl Emil Ferdinand Ignatius (né le 27 septembre 1837 à Pori – mort le 11 septembre 1909 à Helsinki) est un historien, directeur du  bureau des statistiques et sénateur finlandais,.

## Ouvrages
- (sv) Bidrag till södra Österbottens äldre historia, 1861
- (sv) Finlands historia under Karl X Gustafs regering, 1865
- Renseignements sur la population de Finlande, . 1869
- (sv) Statistisk handbok för Finland, 1872
- (sv) Storfurstendömct Finland. Statistiska anteckningar, 1876
- Le Grand-duché  de Finlande, notice statistique, 1878
- (fi) Suomen maantiede kansalaisille 1, 1880–1890
- (sv) pseudonyme  Toivo, Oikea tie, 1902